# Welsh Alliance League
Welsh Alliance Football League (trước đây gọi là Lock Stock Welsh Alliance Football League vì lý do tài trợ) là một giải đấu bóng đá được thành lập vào năm 1984 và ngừng hoạt động vào năm 2020 sau khi hệ thống các giải bóng đá ở xứ Wales được tái cấu trúc lại.
Division 1 là cấp độ thứ ba của Hệ thống các giải bóng đá xứ Wales ở Bắc Wales.